# Pieni Hirvisaari (ö, lat 62,20, long 28,49)
Pieni Hirvisaari är en ö i Finland. Den ligger i sjön Enonvesi och i kommunen Nyslott i  landskapet Södra Savolax, i den sydöstra delen av landet, 290 km nordost om huvudstaden Helsingfors. Öns area är 3 hektar och dess största längd är 290 meter i sydöst-nordvästlig riktning.